# Río Tapiche
Le Río Tapiche est une rivière du Pérou et un affluent du Río Ucayali. Il coule dans la région de Loreto.

## Géographie
Ce cours d'eau prend sa source près de la frontière avec le Brésil. Il se dirige vers le nord et se jette dans l'Ucayali sur sa rive droite (est) près de la ville de Requena. Il est partiellement navigable.
Son Principal affluent est le rio Blanco (180 km)